# Baie du Kamtchatka
La baie du Kamtchatka (en russe : Камчатский Залив, Kamchatski zaliv) est une baie située sur l'océan Pacifique à l'est de la péninsule du Kamtchatka, dans l'Extrême-Orient russe. Le fleuve Kamtchatka débouche à l’extrémité nord de la baie, à proximité de la commune d'Oust-Kamtchatsk.
Elle mesure 145 km de long et ses eaux ont une profondeur maximale de 2 000 m.
Elle est bornée au sud par le cap et la péninsule Kronotski. Au nord, le cap du Kamtchatka (mys Kamtchatski) marque l'autre limite de la baie, et la pointe sud d'une presqu’île du Kamtchatka, montagneuse, de 75 km orientée nord-sud, face aux îles du Commandeur.
La baie joue un rôle important dans l’écosystème marin de la région : ses eaux accueillent une riche biodiversité, notamment des populations de mammifères marins et de poissons migrateurs. Elle constitue également un point stratégique pour la pêche et certaines activités maritimes locales, tout en étant entourée de paysages volcaniques et montagneux caractéristiques de la péninsule du Kamtchatka.